# Edward James Gibson Holland
V.C. Edward James Gibson Holland (Ottawa, 2 febbraio 1878 – Cobalt, 18 giugno 1948) è stato un militare canadese, insignito della Victoria Cross, la più alta onorificenza conferita dalle forze amate britanniche e del Commonwealth.

## Biografia

### Primi anni di vita
Holland nacque il 2 febbraio 1878 a Ottawa, in Ontario, figlio di Andrew Holland e della signora Holland, nata Gibson. Fu educato all'Ottawa Collegiate Institute (attualmente chiamato Lisgar Collegiate Institute) e all'Ottawa Model School (Teachers College).

### Carriera militare
All'inizio della seconda guerra boera, Holland, all'età di 22 anni, si arruolò come sergente nei Royal Canadian Dragoons. Fu uno dei tre uomini del suo reggimento a cui fu conferita la VC durante una disperata azione di retroguardia il 7 novembre 1900 nella battaglia di Leliefontein, vicino al fiume Komati. Gli altri due militari furono il tenente Hampden Zane Churchill Cockburn e il tenente Richard Ernest William Turner.
Durante una drammatica ritirata di fronte a una forza superiore, Turner e Cockburn comandarono un piccolo gruppo di uomini con il compito di respingere una grande forza di boeri a distanza ravvicinata per impedire la cattura di due cannoni da campo da 12 libbre. Durante l'azione, Holland aiutò a trattenere i boeri utilizzando una mitragliatrice Colt montata su un affusto tra i due cannoni. Tuttavia, quando la mitragliatrice Colt si surriscaldò e si inceppò, Holland non fu disposto a lasciarla cadere nelle mani dei boeri. Rendendosi conto che il cavallo che trainava il carrello della mitragliatrice era troppo esausto per superare i boeri, Holland staccò rapidamente l'arma calda dal carro, catturò e montò su un cavallo vicino e uscì dalla scena con la mitragliatrice sotto il braccio.
La sua citazione per la Victoria Cross fu pubblicata sulla London Gazette del 23 aprile 1901:
Dopo il suo ritorno in Canada, Holland divenne ufficiale incaricato. Durante la visita in Canada del Duca e della Duchessa di Cornovaglia e York, Holland ricevette la Victoria Cross dal Duca, futuro Re Giorgio V, in persona a Ottawa il 21 settembre 1901.
Alla fine Holland raggiunse il grado di Maggiore e prestò servizio nella prima guerra mondiale con il Canadian Machine Gun Corps. Comandò e reclutò attivamente per la batteria di mitragliatrici di Borden a Cobalt, Ontario e nel circostante distretto di Temiskaming.

### Vita successiva
Holland morì il 18 giugno 1948 a Cobalt, Ontario, una città all'estremità meridionale del lago Temiskaming ed ex centro dell'industria mineraria dell'argento in Canada. È stato cremato al crematorio di St James, Toronto, Ontario, Canada. Le ceneri furono sparse sull'isola 17, sul lago Temagami e a Prescott, Ontario, Canada (a sud di Ottawa, Ontario).

## Onorificenze

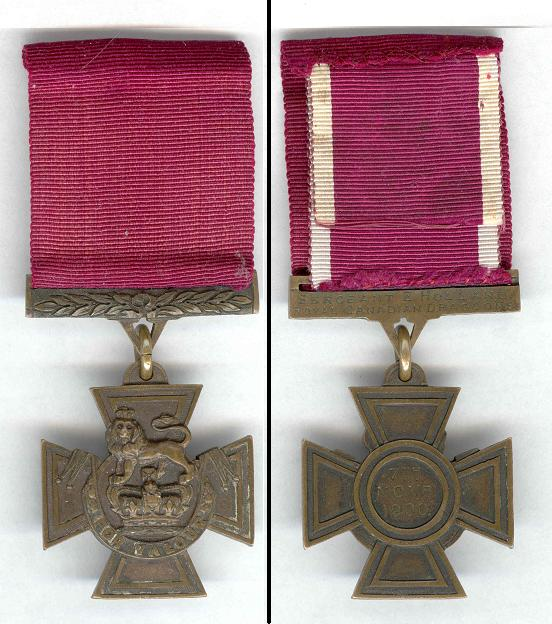
Victoria Cross di Edward Holland, attualmente conservata presso l'Archivio e la Collezione dei Royal Canadian Dragoons presso la CFB Petawawa